# محلول حمض الخليك/أسيتات
محلول حمض الخليك/أستيات أو  محلول منظم حمض الخليك/الأستيات  هو محلول منظم مكوّن من مخلوط حمض الخليك وأحد أملاحه (أسيتات)  مثل أسيتات الصوديوم . ويمكن حساب  الأس الهيدروجيني أو الباهاء pH لمثل هذا المحلول بمعادلة هندرسون-هاسلبالخ.

عند إضافة أيونات أوكسونيوم أو أيونات هيدروكسيد بكميات ليست كبيرة تنخفض أو بالتالي  ترتفع قيمة باهاء المحلول قليلا جدا.وهذه هي الخاصية  المميزة لمحلول منظم .  
محلول منظم حمض الخليك/أستيات: {\displaystyle \mathrm {HOAc+H_{2}O\ \rightleftharpoons \ AcO^{-}+H_{3}O^{+}} }
عند إضافة أيونات أوكسونيوم :
{\displaystyle \mathrm {AcO^{-}+H_{3}O^{+}\ \longrightarrow \ HOAc+H_{2}O} }
يتعادل جزء من أيونات الأوكسونيوم مع القاعدة في المحلول ويتكون الماء .  

وعند إضافة أيونات هيدروكسيد : 
{\displaystyle \mathrm {HOAc+OH^{-}\ \longrightarrow \ AcO^{-}+H_{2}O} }
أي يتعادل جزء من أيونات الهيدروكسيد مع الهيدروجين  ويتكون الماء .
يعطي حمض ضعيف أيونات هيدروجين لمعادلة أيونات الهيدروكسيد . وتتصرف قاعدتها القرينة (المنتسبة لها) مثل آخذ بروتون .